# Île
Pour les articles homonymes, voir Île (homonymie).
 (juin 2009).
Si vous disposez d'ouvrages ou d'articles de référence ou si vous connaissez des sites web de qualité traitant du thème abordé ici, merci de compléter l'article en donnant les références utiles à sa vérifiabilité et en les liant à la section « Notes et références ».

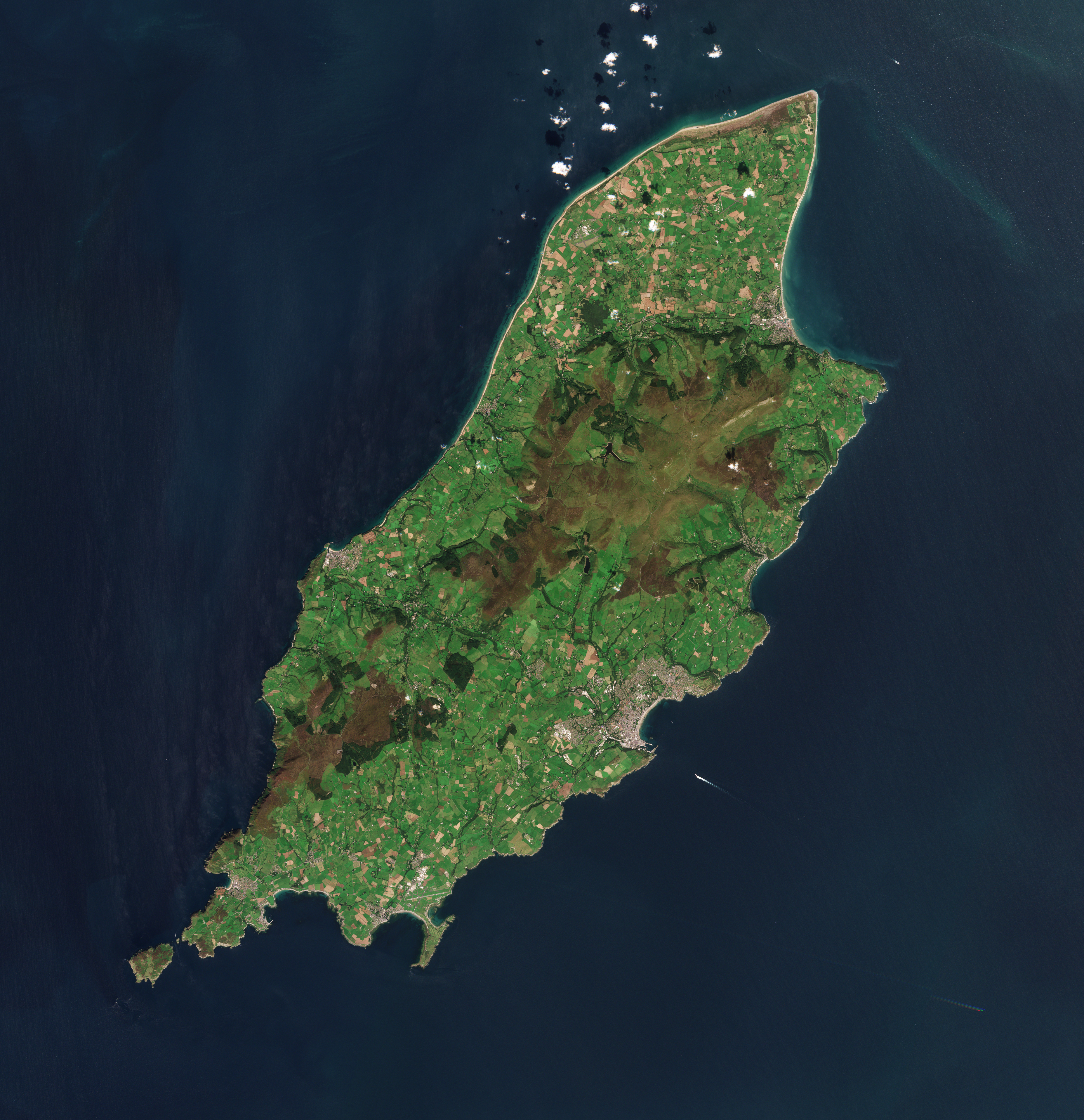
Photo satellite de l'île de Man.

Une île (ou ile dans l'orthographe de 1990) est une surface de terre entourée d'eau de manière permanente ou parfois de manière temporaire en fonction des marées. Les îles peuvent être baignées par les eaux d'un océan, d'un cours d'eau, d'un lac,... 
Les îles peuvent être temporaires (banc de sable, volcans, etc.) ou permanentes.
Elles peuvent être isolées ou groupées avec d'autres îles et peuvent alors former un archipel. 
Une petite île est parfois désignée sous les termes d'îlot ou d'îlet.
Les îles peuvent être reliées à d'autres îles ou à un continent par une chaussée, un pont ou un tunnel ; leur caractère insulaire ne disparaît pas pour autant[réf. nécessaire] à l'inverse d'une île reliée de manière naturelle ou non à une autre île ou à un continent par un isthme, un tombolo, une digue ou par isostasie[pas clair].
Une île peut être continentale lorsque c'est le niveau de la mer qui isole un point haut du reste des terres ou que la dérive continentale détache l'île du reste des terres, volcanique, sédimentaire (alluvions, corallienne, précipitation chimique, etc), tectonique (émersion du plancher marin) ou artificielle. Elle peut prendre l'aspect d'un véritable continent comme l'Australie ou bien être réduite au simple aspect d'un écueil ou d'un récif.

## Définitions
La Convention des Nations unies sur le droit de la mer de 1982 définit ainsi une île : « Une île est une étendue naturelle de terre entourée d'eau qui reste découverte à marée haute » qui reprenait la définition qu'en donnait, dans son article 10, la Convention sur la mer territoriale et la zone contiguë, signée à Genève en 1958. S'il existe une limite pour distinguer une île d'un continent, généralement, elle est fixée à l'Australie. Mais la question de savoir si l'Australie est l'un ou l'autre reste ouverte. Certaines terres océaniques ne sont entourées d'eau que lors des grandes marées ; il est abusif de les qualifier d'îles.
Une très petite île est un îlot. Un simple rocher, impropre à l'activité humaine ou à une vie économique propre, n'a pas de zone économique exclusive ni de plateau continental.
Plusieurs îles proches les unes des autres forment un archipel.
Certaines îles sont accessibles à marée basse, perdant temporairement leur caractère insulaire. Là encore, il est possible de les considérer ou non comme des îles à part entière. On continue à parler d'île, même si l'insularité n'est effective que quelques jours par an, durant les grandes marées (cas notamment du Mont Saint-Michel depuis 2012). On les qualifie de tidal islands, terme anglais équivalant à "île accessible à marée basse" ou "île de marée" ou "île intertidale".

## Étymologie
Son étymologie latine, insula, a donné l'adjectif « insulaire » ; on dit aussi « îlien ». Au pluriel, le terme « îles » désigne couramment les îles des mers chaudes comme les Antilles ou des archipels d'Océanie. L'ancienne orthographe était isle) Par extension, le substantif « des îles » désigne quelqu'un ou quelque chose originaire des Antilles, bien que l'utilisation de ce terme n'ait aucune cohérence géographique.
Les toponymes peuvent conserver la trace d'une ancienne île, comme Lille en France, ou procéder par analogie, telle la région française d'Île-de-France, extension de l'ancien domaine royal des Capétiens, qui n'est pas une île et dont les habitants sont appelés les « Franciliens ».
Les rectifications orthographiques de 1990 rendent facultatif cet accent circonflexe, on peut donc écrire ile . « Si l’accent circonflexe placé sur les lettres a, o et e peut indiquer utilement des distinctions de timbre [...] placé sur i et u il est d’une utilité nettement plus restreinte », toutefois, « aucune modification n’est apportée aux noms propres ». Ainsi Belle-Île-en-Mer n'est pas modifié, ni ses habitants les Bellîlois

## Formation

### Par la montée des eaux
Les îles continentales sont appelées ainsi car elles sont situées sur le même plateau continental que le continent qui leur est proche. Il s'agit donc en fait d'une partie du même continent : c'est la hauteur du niveau de la mer qui fait qu'il s'agit d'une île (c'est le cas de la Grande-Bretagne qui lors de la dernière glaciation n'était pas une île). Certaines îles ne le sont d'ailleurs qu'à marée haute (le mont Saint-Michel ou l'île de Noirmoutier par exemple). Dans ces cas-là, la profondeur de la mer autour d'elles est (relativement) faible. (Voir à ce sujet l'article Île accessible à marée basse.)

### Par la dérive continentale

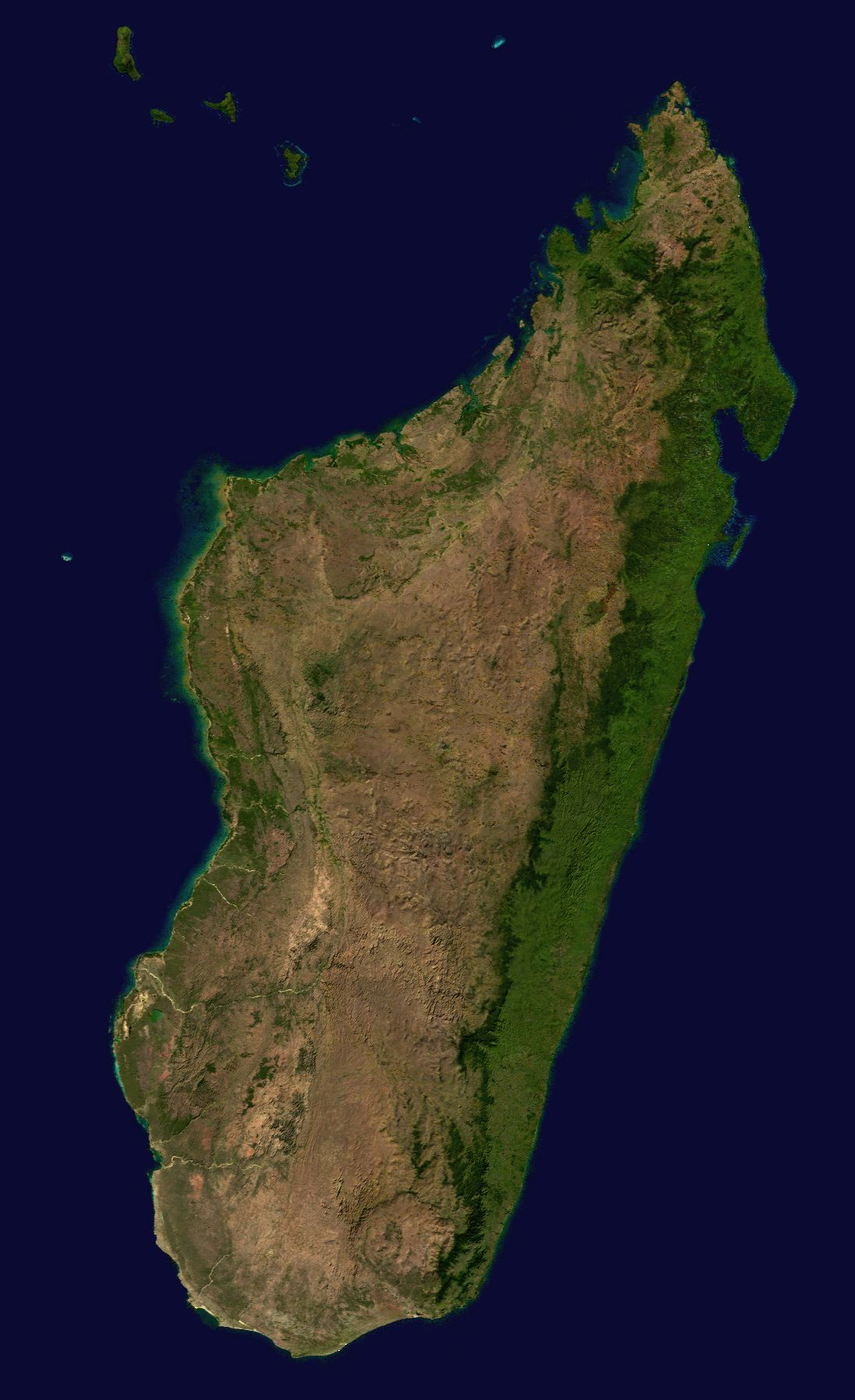
L'île de Madagascar, dans l'océan Indien.

L'Australie était, il y a des centaines de millions d'années, rattachée à l'Antarctique. Madagascar était rattachée à l'Afrique. Dans ces deux cas, une plaque tectonique s'est déchirée pour en donner deux qui ont divergé progressivement sur la surface du globe à une vitesse de quelques centimètres par an (1 cm par an pendant 100 millions d'années = 1 000 km). C'est aussi le cas de la Corse et de la Sardaigne qui étaient liées au continent européen, il y a plusieurs millions d'années.

### Par accrétion volcanique
Là, ce sont les laves accumulées par un ou plusieurs volcans qui émergent, par l'accumulation de produits volcaniques, formant l'île. La profondeur de la mer aux alentours peut alors être très grande (plusieurs milliers de mètres). Les exemples au milieu de l'océan ne font partie géologiquement d'aucun continent.

### Par accrétion sédimentaire

#### Îles coralliennes

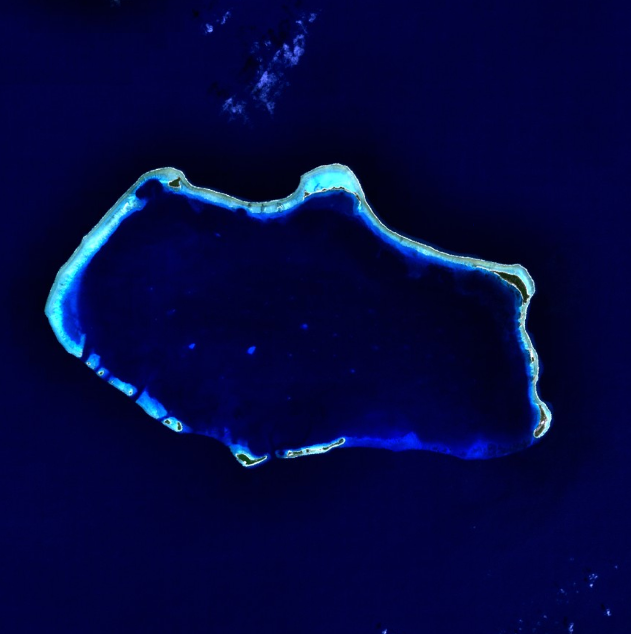
L'atoll de Bikini.

Un atoll est une île formée à partir d'un récif corallien qui s'est construit sur une île volcanique érodée et submergée. Par l'accumulation de coraux et polypes sur plusieurs centaines de mètres de hauteur, le récif émerge à la surface de l'eau et forme une nouvelle île. Les atolls ont souvent la forme d'un anneau avec un lagon central et peu profond. Des exemples sont les Maldives dans l'océan Indien et Rangiroa dans le Pacifique.

#### Îles fluviales
Les îles fluviales apparaissent dans les deltas et dans les cours d'eau. Elles se forment par le dépôt de sédiments à des endroits où le courant perd une partie de son intensité. Certaines sont éphémères et peuvent disparaître lorsque le volume d'eau ou la vitesse du cours d'eau changent tandis que d'autres sont stables et d'une grande longévité.

### Par accrétion tectonique

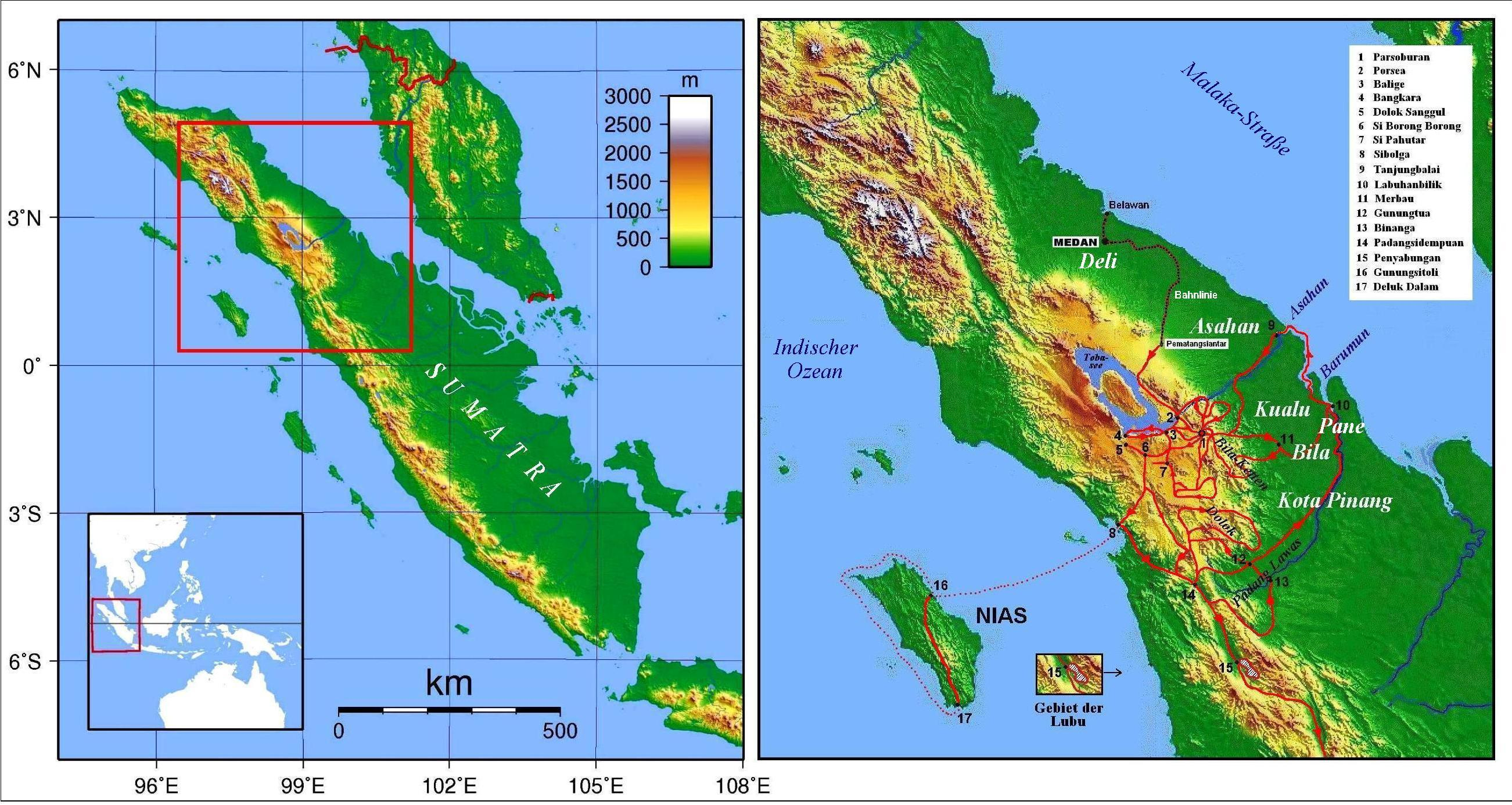
Les îles à l'ouest de Sumatra sont un prisme d'accrétion qui émerge. Si les mouvements continuent ces îles vont s'agrandir et augmenter la surface de Sumatra.

Au niveau des zones de subduction où deux plaques tectoniques convergent, des failles inverses et des plis se forment, ce qui épaissit la croûte terrestre et fait remonter le fond de la mer. Ainsi, l'île de la Barbade dans les Antilles est un prisme d'accrétion qui émerge. C'est la même chose pour les îles à l'ouest de Sumatra : Simeulue, Nias… Pour l'île de Nias, le séisme de 2005 à Sumatra a soulevé une partie de l'île, augmentant encore un peu plus sa surface.

### Par remontée de la lithosphère
Au niveau de la mer Baltique et des fjords, la fonte, il y a 10 000 ans, d'un glacier qui la recouvrait, a fait remonter la lithosphère (rebond isostatique) faisant émerger de nouvelles terres et des îles comme Bornholm.

### Par intervention humaine

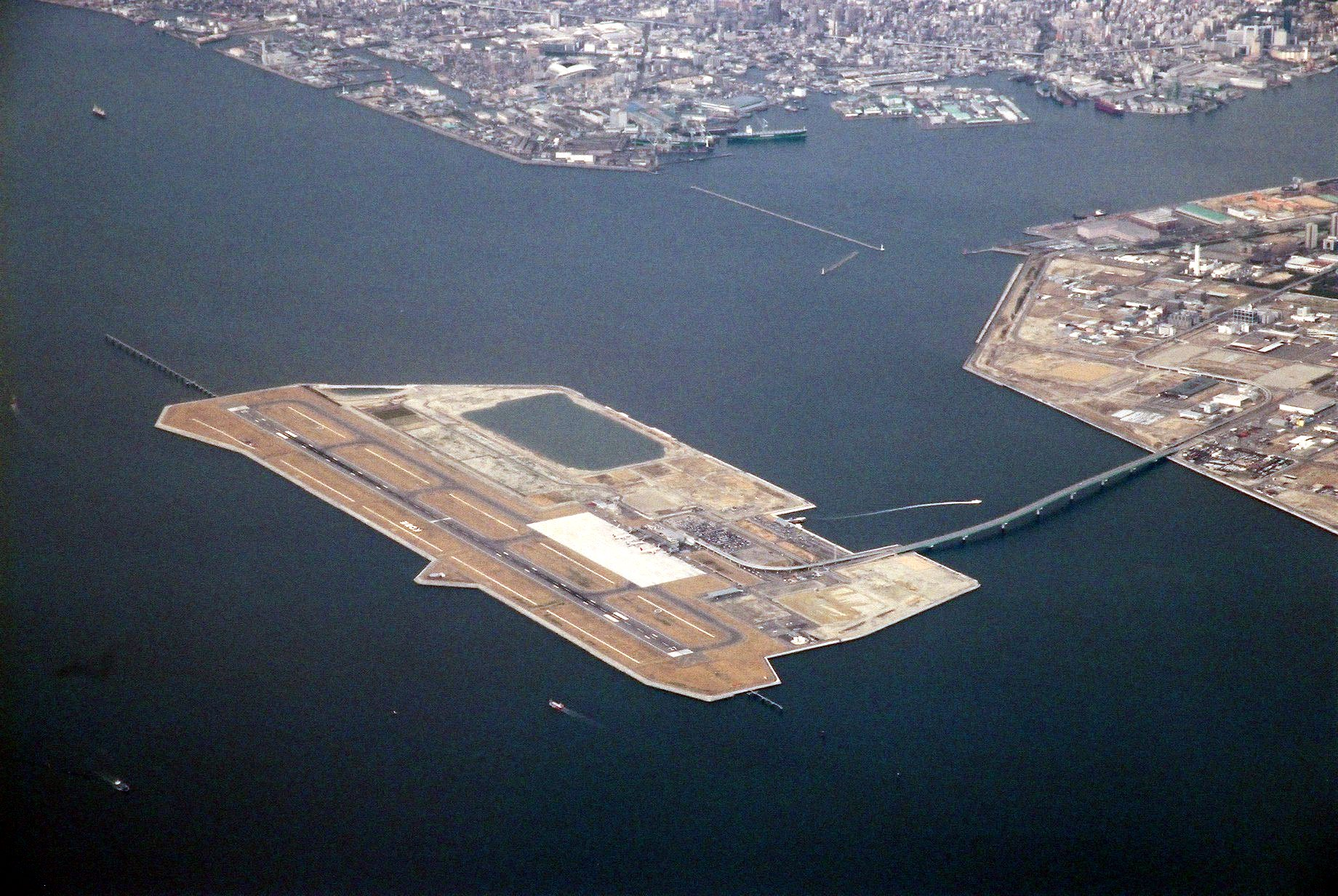
L'aéroport de Kobe, au Japon, a été construit sur une île artificielle.

Les îles artificielles sont construites par remblayage ou par construction de digues. Elles utilisent parfois un ou plusieurs îlots déjà existants.

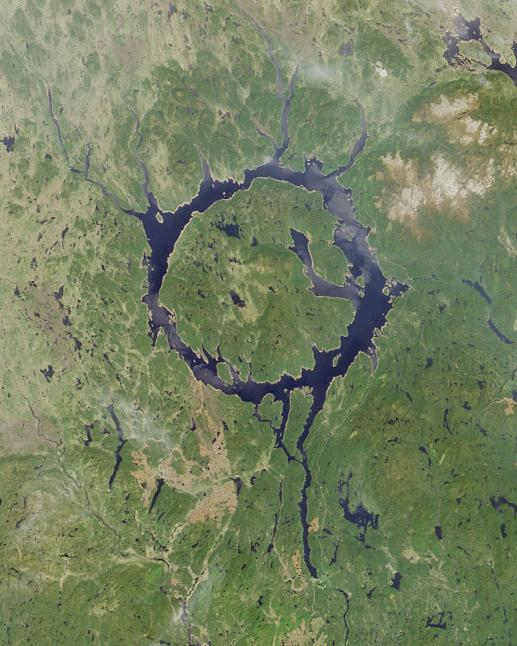
L'île René-Levasseur au Québec, dont la forme arrondie est due à l'impact d'une météorite, s'est formée par la construction du barrage Daniel-Johnson.

Les lacs de retenue générés par des barrages contiennent parfois des îles.

## Géographie

### Insularité
La définition de l'île comme une étendue de terre entourée d'eau conduit à rassembler dans la même catégorie des terres très dissemblables, de l'îlot au continent, dont le degré d'insularité est très variable. Ce degré d'insularité est difficile à définir et s'apprécie différemment selon qu'on s'intéresse à la géographie physique ou humaine, à l'économie et aux transports, ou à la biologie ou à l'écologie.
Sous l'angle de la géographie physique, un auteur, François Doumenge, a défini des critères mesurables pour apprécier le degré d'insularité :
- l'« indice côtier » qui se définit comme le rapport entre la longueur des côtes et la surface de l'île. Cet indice est maximum, deux ou plus, dans le cas des atolls pour lesquels la présence d'un lagon central augmente sensiblement la longueur des côtes. Selon le relief (massif ou très découpé) et la forme générale de l'île (plus ou moins circulaire ou allongée) cet indice varie fortement. Il considère qu'en dessous de 1/25 (un kilomètre de côtes pour 25 km2), l'île a un caractère fortement continental.
- l'« indice d'isolement » défini comme le rapport entre la surface de la zone économique exclusive (ZEE) des 200 milles marins et celle de l'île. Dans le cas de Clipperton (2 km2), sans aucune terre émergée dans le rayon des 360 kilomètres, cet indice est très élevé. Il diminue quand des îles sont plus proches. Au-dessous de 1/100, on ne peut plus parler d'isolement insulaire.

Cet auteur définit aussi un « indice d'endémisme » qui est le rapport du nombre total de taxons (genres, espèces et sous-espèces) du peuplement insulaire par le nombre des taxons endémiques. Cet indice donne une idée de l'importance de l'endémisme végétal et animal, c'est-à-dire de l'isolement biologique, qui caractérise une île donnée.
L'indice d'isolement du Programme des Nations unies pour l'environnement (PNUE, 1998), est plus complexe. Il consiste à additionner la racine carrée de la distance de l'île de taille équivalente ou supérieure la plus proche, la racine carrée de la distance de l'archipel le plus proche et la racine carrée de la distance du pays continental le plus proche. Cet indice est le plus élevé (149) pour l'île de Pâques. Il est de 102 pour Tahiti et de 23 pour la Corse.
Ces indices ne tiennent pas compte des activités humaines, de l'importance de la population et de l'accessibilité (par exemple présence d'un aéroport international).
On peut aussi s'interroger sur la pertinence de l'île en tant qu'objet géographique spécifique. Un chercheur, François Taglioni, a conduit une étude sur les petits espaces insulaires dans le monde afin de revisiter les concepts qui touchent aux îles et aux dynamiques territoriales que cette catégorie d'espaces entretiennent entre eux.

### Taille

L'Australie dans le monde : île ou continent ?

Si on suppose que l'île d'Australie est un continent à lui seul, les trois plus grandes îles sont le Groenland (également plus grande île de l'Amérique du Nord), la Nouvelle-Guinée (plus grande île d'Océanie) et Bornéo (plus grande île d'Asie).
Madagascar est la plus grande île de l’Afrique (4e du monde) ; la Grande-Bretagne est la plus grande de l’Europe (9e du monde) ; la plus grande île d'Amérique du Sud est la grande île de la Terre de Feu (29e du monde) ; celle d'Antarctique est l'île Alexandre-Ier (30e du monde).
La superficie des îles maritimes se mesure à partir de leur trait de côte, en excluant l'estran.

### Nombre
Le nombre d'îles dans le monde serait évalué à près de 300 000 en prenant en compte leur variabilité de taille allant de celle d'un continent, comme l'Australie, à quelques kilomètres carrés comme les îlots coralliens.

## Écologie
L'étude des îles a influencé Charles Darwin et beaucoup d'écologues et a fondé certaines théories d'écologie du paysage, dont celle de l'insularisation écologique.

### Écologie des îles
Les îles vraies ne peuvent abriter que peu d'espèces quand elles sont petites. À partir d'une certaine étendue, des facteurs importants de biodiversité, notamment par l'endémisme, peuvent permettre d'abriter une multitude d'espèces.
Dans un réseau écologique, elles peuvent servir de « gué » pour les espèces qui savent voler ou qui ont de bonnes capacités colonisatrices sur l'eau ou dans l'air. Les espèces qui y vivent y sont souvent plus petites - des éléphants nains vivaient par exemple en Corse et en Sardaigne jusqu'à ce que ces îles soient colonisées par l'Homme.
À titre d'exemple, dans le vaste domaine biogéographique qu'est le Bassin méditerranéen (trois millions de km2 environ), les îles et îlots ne sont que 4 % (103 000 km2) environ des surfaces émergées, avec 4 000 îlots de moins de 10 km2 et 162 îles de 10 km2 et plus, répartis d'une manière non homogènes, où la biodiversité a particulièrement régressé mais constitue encore un réservoir remarquable.
Le concept d'île est également utilisé pour métaphoriquement décrire tout « isolat biogéographique » dans lequel des populations d'êtres vivants se trouvent isolés, formant des îles au sens biologique du terme. Quand ce processus est en cours dans un contexte de fragmentation écologique, on parle d'« insularisation écologique ».
Un partenariat international a été initié pour aider les îles à échanger et se faire entendre en matière d'environnement, dans le cadre de la convention mondiale sur la biodiversité (Rio, juin 1991), dit « Global Island Partnership » (ou GLISPA).

### Vulnérabilité
Les systèmes écologiques insulaires ou insularisés (îles vraies ou prises au sens de l'écologie du paysage) sont souvent simplifiés, et donc plus vulnérables aux perturbations, notamment anthropiques. En particulier les introductions d'espèces (volontaires ou involontaires) y sont souvent cause d'invasion biologique perturbant gravement les équilibres écologiques insulaires ce qui a entraîné la disparition de nombreuses espèces depuis quelques siècles. Höner et Greuter ont montré en 1988 que ces invasions n'affectent pas que les îlots, mais aussi les grandes îles comme Madagascar, la Nouvelle-Zélande ou l'Australie.

## Dans l'histoire

### Colonisation humaine
De nombreuses îles étaient « désertes » (non habitées par l'homme) au moment de leur découverte par les Européens.
C'est le cas de Madère, des Açores, de l'île Maurice, de La Réunion, des Seychelles, de Sainte-Hélène…
D'autres étaient habitées, mais leurs premiers occupants furent exterminés ou assimilés par les colonisateurs : c'est le cas des Guanches aux îles Canaries, des Indiens caraïbes dans les Antilles ou en Jamaïque, des Indiens Onas de la Terre de Feu, des aborigènes en Tasmanie.
En Europe de l'Ouest, vers 3000 av. J.-C., des agriculteurs ont colonisé la plupart des petites îles du nord-ouest de l'Europe. Ils ont dû transporter par mer leurs graines, plants et animaux domestiques et l'ont parfois fait sur de longues distances. Ils ont adapté aux îles et à l'environnement marin certaines techniques d'élevage. Au Mésolithique, beaucoup des îles européennes étaient déjà cultivées ou exploitées par des éleveurs, de manière très différente selon les cas. Des analyses isotopiques zooarchéologiques laissent penser que l'alimentation humaine a d'abord été fortement tributaire d'aliments d'origine marine (poissons, fruits de mer (des amas coquillers le montrent), mammifères marins...), puis au Néolithique les cas sont plus contrastés (des amas de coquillages sont encore trouvés, de même que des restes de poissons, oiseaux et mammifères marins, mais des preuves isotopiques montrent qu'ils n'étaient plus qu'une contribution mineure à l'alimentation, soit que les progrès de l'agriculture aient permis des reports vers les fruits, légumes et viandes d'élevage, soit que les ressources marines les plus faciles à atteindre aient déjà été surexploitées. Les bovins, ovins et porcins sont les plus présents parmi les animaux élevés. À la fin du Néolithique, même les îles les plus périphériques du nord-ouest de l'Europe ont été exploitées, et elles l'ont principalement été pour leurs ressources terrestres, plus que marines. Ce document présente des données à partir de sites sélectionnés dans l'ouest de la France et dans les Orcades et tente ensuite de donner quelques explications possibles pour les modèles observés d'utilisation de petites îles à l'époque néolithique.

### Utilité pour l'isolement
L'isolement, terme dont l'étymologie est rattachée à « île » par l'intermédiaire de l'italien isola, et la solitude sont souvent recherchés dans les îles, que ce soit volontaire ou non :
- isolement volontaire :
  - Paul Gauguin, aux îles Marquises,
  - Jacques Brel, aux îles Marquises,
  - Robert Louis Stevenson, aux îles Marquises, puis aux Samoa,
  - Tom Neale, sur l'île de Suwarrow.
- isolement forcé :
  - Robinson Crusoé,
  - Les mutins du Bounty qui se sont sabordés sur l'île Pitcairn,
  - Napoléon fut assigné à résidence à l'île d'Elbe, puis à Sainte-Hélène,
  - le capitaine Dreyfus et Papillon dans l'île du Diable
  - le maréchal Pétain fut emprisonné à l'île d'Yeu,
  - le leader indépendantiste tunisien Habib Bourguiba est exilé sur l'île de la Galite de 1952 à 1954,
  - Nelson Mandela à Robben Island près du Cap.

Des établissements pénitentiaires ont été installés dans des îles pour limiter les possibilités d'évasion :
- Alcatraz dans la baie de San Francisco,
- Rikers Island dans la baie de New York
- le bagne de Guyane dans les îles du Salut,
- le bagne de Nouméa dans l'île Nou (Nouvelle-Calédonie),
- le bagne de l'île de Ré,
- le bagne de Poulo Condor (Viêt Nam),
- un bagne sur l'île des États (Argentine),
- un camp de concentration sur l'île Dawson (Chili).

## L'île et la culture

### L'île paradisiaque

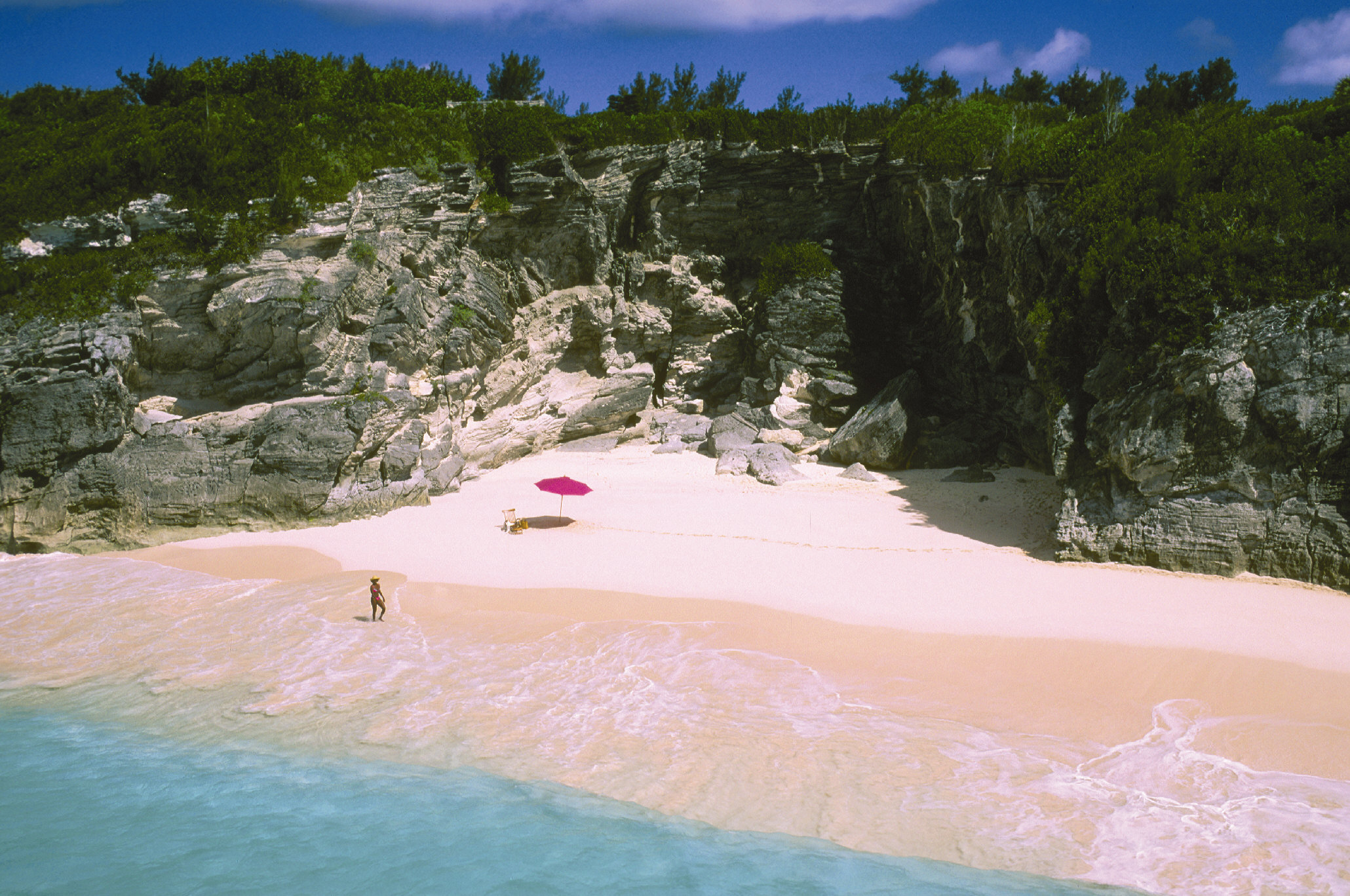
Une plage « paradisiaque » dans les îles Bermudes.

L'île paradisiaque est un concept très ancien. Dans les civilisations antiques, comme chez les Grecs ou chez les Celtes (île d'Avalon), si les dieux vivent dans une île, c'est bien qu'il s'agit d'un lieu privilégié. L'île est ainsi devenue le support du Paradis. Au Moyen Âge, on situe le jardin d’Éden sur une île et on part à la recherche du Paradis sur Terre. Sa recherche est le cadre de nombreuses légendes et histoires. Au XVIe siècle, l'être humain se sert du cadre de l'île afin d'y décrire une société idéale, l'Utopie. Ultérieurement, les romanciers utiliseront l'île comme cadre de leurs romans pour que leur Robinson Crusoé y aborde et y vive en retrait de la société durant une certaine période. Ce concept des robinsonades a été repris de nos jours par le tourisme, pour en faire le lieu privilégié pour nos vacances qui font de nous de nouveaux Robinsons modernes. L'île support du rêve est ainsi devenue un des thèmes récurrents des publicités.

### L'île dans la littérature
- vers la fin du VIIIe siècle av. J.-C. : L'Odyssée d'Homère
- 1719 : Robinson Crusoé de Daniel Defoe
- 1725 : L'Île des esclaves de Marivaux
- 1787 : Paul et Virginie de Bernardin de Saint-Pierre
- 1844 : Le Comte de Monte-Cristo d'Alexandre Dumas
- 1874 : L'Île mystérieuse de Jules Verne (voir aussi L'École des Robinsons et Deux ans de vacances)
- 1883 : L'Île au trésor (Treasure Island) de Robert Louis Stevenson
- 1896 : L'Île du docteur Moreau de H. G. Wells
- 1940 : L'Invention de Morel (roman) d'Adolfo Bioy Casares
- 1954 : Sa Majesté des Mouches (Lord of the Flies) de William Golding
- 1962 : Île (Island) de Aldous Huxley
- 1962 : L'Île de Robert Merle
- 1982 : Tom Neale, Robinson des mers du sud, Éditions Arthaud, Paris
- 1994 : L'Île du jour d'avant (L'isola del giorno prima) de Umberto Eco
- 2003 : Shutter Island de Dennis Lehane
- 2006 : Les Deux Îles de Robinson de Jean-Luc Coudray, prix littéraire Salon nautique-Le Point.
- 2009 : Sukkwan Island de David Vann, prix Médicis étranger 2010
- 2009 : Les Naufragés de l'île Tromelin d'Irène Frain, prix Relay 2009 du roman d'évasion, grand prix Palatine du Roman historique
- 2009 : Fragment de Warren Fahy
- 2010 : Le Piège de l'architecte de Douglas Preston et Lincoln Child
- 2013 : Le cercle des homards. Hoëdic, une île entre rumeur et naufrage, Patrick Macquaire, Ed Petra, Paris.

## L'île au cinéma
- 2000 : Seul au monde de Robert Zemeckis avec Tom Hanks

### L'île à la télévision
- 1964 : L'Île aux naufragés de Sherwood Schwartz
- 2004 : Lost : Les Disparus de J. J. Abrams, Jeffrey Lieber et Damon Lindelof

### L'île dans le jeu vidéo
- 1990 : The Secret of Monkey Island de LucasArts
- 1993 : Myst de Cyan Worlds
- 1994 : Wario Land: Super Mario Land 3 de Nintendo
- 1996 : The Settlers II de Blue Byte Software
- 2001 : Tropico de PopTop Software
- 2002 : Pokémon Rubis et Saphir de Game Freak, dans la région de Hoenn, inspirée de l'île de Kyūshū et de l'archipel d'Okinawa.
- 2003 : Beyond Good and Evil d'Ubisoft
- 2004 : Far Cry de Crytek
- 2006 : Pokémon Diamant et Perle de Game Freak, sur l'île de Sinnoh, inspirée de Hokkaido.
- 2006 : Scarface: The World Is Yours de Vivendi Universal Games. Le joueur peut se balader sur plusieurs îles des Bahamas.
- 2011 : Minecraft de Mojang
- 2011 : Terraria de Re-Logic
- 2012 : Dear Esther de The Chinese Room, sur une île sans nom de l'archipel des Hébrides.
- 2016 : Pokémon Soleil et Lune de Game Freak, sur l'archipel d'Alola, inspiré de Hawaï.
- 2016 : The Witness de Thekla, Inc. (Jonathan Blow)

### Adaptations musicales de récits littéraires
- Armide et Renaud
- Ariane à Naxos
- La Tempête (Shakespeare)

## Sources historiques
Plans, profils, cartes manuscrites et imprimées sont conservés au département des cartes et plans de la Bibliothèque nationale de France.